# Lotus Evija
La Lotus Evija est une hypercar électrique du constructeur automobile britannique Lotus. Produite à 130 exemplaires à partir de 2020 mais reporté à 2023 pour les premières livraisons. C'est le premier véhicule électrique de la marque.

## Présentation

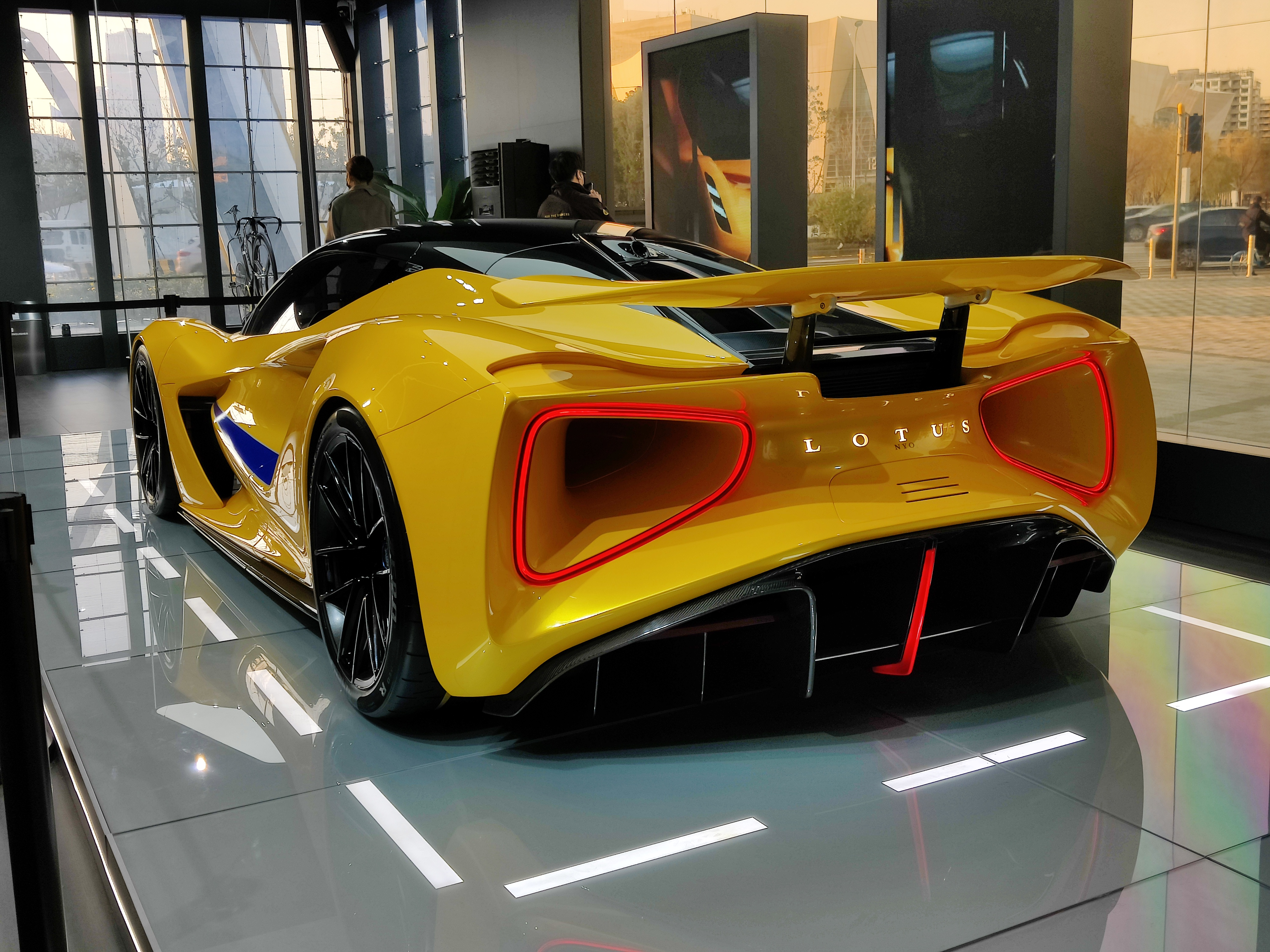
Lotus Evija.

Lotus a annoncé l'arrivée d'une « hypercar » dans sa gamme, alors dénommée Type 130, au salon automobile de Shanghai 2019, avant sa présentation officielle le 16 juillet 2019 à Londres. Le constructeur anglais a dévoilé son nom le 4 juillet 2019 au festival de vitesse de Goodwood, Evija signifiant « la première à exister ».
La Lotus Evija est commercialisée à un prix dépassant 1,7 million de livres sterling hors taxes (un dépôt de 250 000 livres est nécessaire pour la réservation) et limitée à 130 exemplaires construits à l'usine Lotus d’Hethel dans le comté de Norfolk.

## Caractéristiques techniques
La Lotus Evija est construite à partir d'une monocoque en fibre de carbone pesant seulement 129 kg. Elle est équipée de portes à ouverture en élytre et de caméras de rétro-vision.
L'Evija dispose de plusieurs modes de conduite correspondant à des niveaux de puissance spécifiques : Range, City, Tour, Sport et Track.
- Range : ce mode favorise l’autonomie et limite la puissance à 1 000 ch en propulsion uniquement.
- City : accélération plus progressive et freinage régénérateur amplifié.
- Tour : transmission intégrale et 1 400 ch avec vectorisation du couple (torque-vectoring).
- Sport : 1 700 ch et 1 700 N m avec optimisation des aides à la conduite pour une meilleure motricité.
- Track : 2 000 ch offrant une vectorisation du couple plus poussée et une vitesse maximale de 340 km/h.

### Motorisation
L'Evija est un véhicule électrique doté de quatre moteurs électriques développant 500 ch chacun.

### Batterie
Les moteurs électriques sont alimentés par une batterie lithium-ion d'une puissance de 2 000 kW et d'une capacité de 70 kWh, placée en position centrale. Celle-ci, autorisant une autonomie de 400 km, est fournie par Williams Advanced Engineering.

## Série limitée
- Lotus Evija Fittipaldi Edition
  - limitée à 8 exemplaires en 2022[8].
  - célèbre le 50e anniversaire des titres pilotes et constructeurs de F1 d'Emerson Fittipaldi et de l'équipe Lotus en 1972[9].